# Lars Hertzberg
Lars Henrik Hertzberg, född 11 maj 1943 i Helsingfors, är en finländsk filosof.
Lars Hertzbergs far Lauri Hertzberg var domare och hans mor sjuksköterska. Han tog studentexamen i Borgå och studerade först moderna språk på Helsingfors universitet och därefter filosofi med examen 1967. Därefter studerade han filosofi vid Cornell University i Ithaca i delstaten New York i USA, där han fick en Ph.D. efter att ha disputerat på avhandlingen Explanations of Conduct 1970. 
Hösten 1970 blev han vikarierande professor i praktisk filosofi vid Helsingfors universitet. 1972-1974 var han biträdande professor i filosofi vid University of Arizona, 1975-1976 tillförordnad professor i filosofi vid Helsingfors universitet och 1977-1979 yngre forskare vid Finlands akademi. Han var 1980-1984 tillförordnad professor vid Åbo Akademi och utnämndes till ordinarie professor i filosofi vid Åbo Akademi 1984.
Hertzbergs forskningsområden har varit språkfilosofi, moralfilosofi och psykologins filosofi, samt studerat Ludwig Wittgensteins arbeten och översatt några av dem.
Han har varit gift med Ann-Christin Järner (1941–2008) och är sedan 2012 gift med Merete Mazzarella.
Lars Hertzberg är far till litteraturvetaren Fredrik Hertzberg och Ludvig Hertzberg, redaktör för Under strecket vid Svenska Dagbladet.